# Grudzień 2004

## 1 grudnia2004
- Pomarańczowa rewolucja na Ukrainie: Rada Najwyższa Ukrainy przegłosowała wotum nieufności wobec rządu Wiktora Janukowycza oraz zaproponowała powołanie rządu jedności narodowej.
- Instytut Pamięci Narodowej poinformował o wszczęciu polskiego śledztwa w sprawie zbrodni katyńskiej.

## 2 grudnia2004
- Pomarańczowa rewolucja na Ukrainie: 
  - Parlament Europejski uznał, że wybory prezydenckie na Ukrainie zostały sfałszowane, a drugą turę wyborów należy unieważnić i powtórzyć.
  - Ustępujący prezydent Ukrainy Łeonid Kuczma spotkał się z prezydentem Władimirem Putinem. Wspólnie skrytykowali postulat powtórzenia tylko drugiej tury wyborów.
  - Przed ukraińskim sądem najwyższym zeznawali członkowie Centralnej Komisji Wyborczej, którzy potwierdzili nieprawidłowości podczas drugiej tury.

## 3 grudnia2004
- Senat przyjął projekt ustawy o rejestrowanych związkach partnerskich obejmującej także pary tej samej płci.
- Według decyzji Ukraińskiego Sądu Najwyższego druga tura wyborów prezydenckich zostanie powtórzona. Uznano, iż nie sposób ustalić rzeczywistych wyników głosowania w drugiej turze wyborów prezydenckich. Powtórka ma odbyć się 26 grudnia. Wyrok oznacza porażkę koncepcji prezydenta Leonida Kuczmy, który proponował, by powtórzyć całe wybory. Na postanowienie sądu entuzjazmem zareagowały setki tysięcy zwolenników Wiktora Juszczenki, którzy pikietują od 12 dni centrum Kijowa.

## 8 grudnia2004
- Lider ukraińskiej opozycji Wiktor Juszczenko ogłosił na kijowskim Placu Niezależności zwycięstwo trwającej od 22 listopada pomarańczowej rewolucji. Parlament Ukrainy prawie jednogłośnie zmienił ordynację wyborczą i dokonał nowelizacji konstytucji.

## 9 grudnia2004
- Podczas koncertu zespołu Damageplan w Ohio (USA) uzbrojony napastnik wtargnął na scenę. Zabił 5 osób, gitarzystę Dimebaga Darrella 2 widzów, ochroniarza, oraz jeszcze jednego członka zespołu, którego personaliów nie podano.

## 11 grudnia2004
- Jean-Christophe Lafaille (Francja) jest pierwszym zimowym zdobywcą Shisha Pangmy, to pierwszy ośmiotysięcznik, który byłby zdobyty zimą nie przez polskich himalaistów. Trwają jednak kontrowersje czy uznać to wejście za zimowe, ponieważ zima w Himalajach oficjalnie zaczyna się 21 grudnia. Można jednak pogratulować wejścia co prawda nie zimą, ale z pewnością w zimowych warunkach.

## 12 grudnia2004
- Premier Portugalii Pedro Santana Lopes ogłosił dymisję swojego rządu.

## 15 grudnia2004
- Trzech polskich żołnierzy w Iraku zginęło w katastrofie śmigłowca (podczas awaryjnego lądowania) Sokół. Sześć osób, w tym pielęgniarki, przebywa w szpitalu; stan jednego z rannych jest ciężki. Tragedia nastąpiła o godzinie o 12.15 (10.15 czasu polskiego). Śmigłowiec leciał z Karbali do oddalonej o blisko 110 km Diwaniji, stolicy prowincji Al-Kadisijji, gdzie od niedawna mieści się dowództwo dywizji. Osiem kilometrów od Karbali pilot Sokoła miał sygnalizować kłopoty z silnikiem i zdecydował się lądować awaryjne. Śmigłowiec w ostatniej chwili zahaczył o palmę. Spadając na ziemię, przewrócił się na bok i prawdopodobnie to było przyczyną takiej liczby ofiar.

## 17 grudnia2004
- Turcja przyjmuje w Brukseli zaproszenie Unii Europejskiej do rozpoczęcia negocjacji członkowskich.

Przywódcy 25 państw UE i Turcji uzgadniają warunki rozpoczęcia rozmów akcesyjnych. Zawarty zostaje kompromis i rząd w Ankarze spełni najtrudniejszy dla niego wymóg i uzna – choć nie wprost – grecką Republikę Cypryjską.
Negocjacje członkowskie rozpoczną się 3 października 2005 roku, jednak bez gwarancji pozytywnego zakończenia.

## 18 grudnia2004
- Józef Oleksy został nowym przewodniczącym SLD. Podczas III Kongresu partii pokonał Krzysztofa Janika i Krzysztofa Martensa.

## 19 grudnia2004
- Rosyjskie władze sprzedały kluczowe złoża koncernu Jukos, po trwającej niespełna pięć minut licytacji nieznanej spółce z Tweru. Za złoża ma zapłacić 9,37 mld dolarów. Codziennie wydobywa się z nich więcej ropy niż w Katarze i prawie tyle samo co z szybów całego Teksasu.

## 20 grudnia2004
- Węgry jako drugi kraj ratyfikowały Konstytucję UE. Za było 304 z 385 członków parlamentu. Traktat czeka na ratyfikację prezydenta Węgier.

## 21 grudnia2004
- Rada Unii Europejskiej na wniosek przedstawiciela Polski zdjęła z porządku obrad kontrowersyjny projekt dyrektywy patentowej.

## 22 grudnia2004
- Sąd Lustracyjny pierwszej instancji uznał marszałka Sejmu Józefa Oleksego za „kłamcę lustracyjnego”. Zgodnie z przedstawionymi sądowi dokumentami Oleksy był w latach 1970–1978 agentem Wywiadu Operacyjnego. Józefowi Oleksemu przysługuje odwołanie od tego wyroku do sądu drugiej instancji oraz kasacja wyroku.

## 25 grudnia2004
- Sąd Konstytucyjny na Ukrainie uznał za niezgodną z Konstytucją poprawkę do ordynacji wyborczej zezwalającą na głosowanie w domach tylko posiadaczom pierwszej grupy inwalidzkiej.

## 26 grudnia2004
- Trzęsienie ziemi w południowo-wschodniej Azji o sile 9 stopni w skali Richtera. Hipocentrum trzęsienia znajdowało się pod dnem Oceanu Indyjskiego na zachód od indonezyjskiej wyspy Sumatra. W wyniku wstrząsów powstały fale tsunami dochodzące czasami do 15 m wysokości. Ich uderzenia w wybrzeża Sri Lanki, Indii, Malediwów, Indonezji, Tajlandii, Malezji, Bangladeszu oraz Birmy zabiły według niepełnych danych około 294 tysiące ludzi. Wśród ofiar jest wielu turystów.
- W powtórzonej II turze wyborów prezydenckich na Ukrainie zwyciężył kandydat opozycji Wiktor Juszczenko przed premierem Wiktorem Janukowyczem. Ukraińska Centralna Komisja Wyborcza ogłosiła, że po przeliczeniu 99,84 procent głosów, na Juszczenkę zagłosowało 52,03 proc., a na Janukowycza 44,16 proc. wyborców.
- 17 osób zginęło wskutek wybuchu gazu i zawalenia kamienicy w Miluzie (Francja).

## 29 grudnia2004
- Pomarańczowa rewolucja na Ukrainie: W Kijowie kilkuset zwolenników Wiktora Juszczenki zablokowało na jego wezwanie gmach rządu. Blokada ma na celu niedopuszczenie do posiedzenia gabinetu pod przewodnictwem premiera Wiktora Janukowycza.

## 30 grudnia2004
- Parlament Kraju Basków przyjął projekt zmierzający do ustanowienia niezależnego państwa baskijskiego. Było to możliwe dzięki poparciu partii separatystycznej utożsamianej z ETA.
- Prezydent Aleksander Kwaśniewski i przewodniczący SLD Józef Oleksy zawarli porozumienie polityczne. Zgodnie z jego ustaleniami Oleksy złoży rezygnację ze stanowiska marszałka Sejmu 5 stycznia, jego miejsce zajmie Włodzimierz Cimoszewicz, wybory parlamentarne odbędą się w czerwcu, referendum w sprawie traktatu konstytucyjnego UE połączone zostanie z pierwszą turą wyborów prezydenckich, a Aleksander Kwaśniewski zaangażuje się w tworzenie bloku wyborczego lewicy i szukanie wspólnego kandydata na prezydenta.

## 31 grudnia2004
- W pożarze, który wybuchł w nocy z czwartku na piątek w nocnym klubie w Buenos Aires zginęło 188 osób a prawie 1000 odniosło obrażenia. Pożar został najprawdopodobniej spowodowany wybuchem fajerwerku. Rząd Argentyny ogłosił trzydniową żałobę narodową.